# Панькі (гміна Юхновець-Косьцельни)
Панькі (пол. Pańki) — село в Польщі, у гміні Юхновець-Косьцельний Білостоцького повіту Підляського воєводства.
Населення — 35 осіб (2011).
У 1975-1998 роках село належало до Білостоцького воєводства.

## Демографія
Демографічна структура станом на 31 березня 2011 року:
|          | Загалом | Допрацездатний вік | Працездатний вік | Постпрацездатний вік |
| -------- | ------- | ------------------ | ---------------- | -------------------- |
| Чоловіки | 13      | 0                  | 7                | 6                    |
| Жінки    | 22      | 2                  | 6                | 14                   |
| Разом    | 35      | 2                  | 13               | 20                   |